# Geosynchronous Satellite Launch Vehicle Mark III
El Geosynchronous Satellite Launch Vehicle Mark III, també conegut com el Launch Vehicle Mark 3, LVM3 o GSLV-III és un vehicle de llançament desenvolupat per l'Agència Índia d'Investigació Espacial (ISRO). La ISRO va llançar amb èxit el Geosynchronous Satellite Launch Vehicle-Mark III el 5 de juny de 2017 del Centre Espacial Satish Dhawan, Andhra Pradesh.
Està previst llançar satèl·lits a l'òrbita geoestacionària i com a llançador d'una missió espacial tripulada índia. El GSLV Mk. III té una major capacitat de càrrega útil que la que es diu de manera similar GSLV.